# Бутано-косовские отношения
Бутано-косовские отношения — двусторонние отношения между Королевством Бутан и Республикой Косово. Официальных дипломатических отношений между двумя государствами не существует, поскольку Бутан не признает Косово в качестве суверенного государства.

## Сравнительная характеристика
|                     | Косово                           | Бутан                        |
| ------------------- | -------------------------------- | ---------------------------- |
| Население           | 1 586 659 человек                | 787 424 человек              |
| Площадь             | 10 909,02992 квадратный километр | 38 394,0 квадратный километр |
| Часовой пояс        | UTC+1:00                         | UTC+6:00, Бутанское время    |
| Столица             | Приштина                         | Тхимпху                      |
| Форма правления     | парламентская республика         | конституционная монархия     |
| Официальный язык    | албанский язык, сербский язык    | дзонг-кэ                     |
| Основная религия    | ислам                            | буддизм                      |
| Дата основания      | 17 февраля 2008 год              | 8 августа 1949 года          |
| Уровень грамотности | 96,8 процентов                   | 72,1 процент                 |

## История
8 октября 2008 года Бутан воздержался при голосовании по резолюции ООН «Соответствует ли одностороннее провозглашение независимости временными институтами самоуправления Косова нормам международного права?». На встрече 28 мая 2009 года министр иностранных дел Косова Скендер Хисени рассказал о последних произошедших событиях в Косово и попросил Бутан о признании Республики Косово. Представитель Бутана при ООН Лхату Вангчук, заявил, что он передал просьбу о признании Косово своему правительству 3 февраля и ожидает решения своего правительства. 19 сентября 2012 года Лхату Вангчук заявил, что его страна продолжает обсуждать вопрос Косово. Бутан воздержался во время голосования по принятию Косово в ЮНЕСКО в 2015 году, когда последнему не хватило трёх голосов для вступления в организацию. В 2016 году министр иностранных дел Косова Энвер Ходжай в Нью-Йорке добивался международного признания от ряда стран, в том числе и от Бутана. На 2021 год Бутан имеет дипломатические отношения с Сербией и поддерживает её территориальную целостность.
Известно, что один из бутанских политиков Карма Лодей работал с волонтерской программой ООН в течение двух лет в Косово.

## Виза
- Бутанским подданым для посещения республики необходима виза, которую они могут получить в посольстве Косова в Тиране, столице Албании, или в консульстве Косова в Стамбуле, крупнейшего города Турции[7].
- Граждане Республики Косово для посещения королевства должны получить электронную визу до въезда в Бутан. Допуск в страну будет определяться сотрудниками иммиграционной службы в пункте въезда[8].

## Дипломатические представительства
- Бутан не представлен в Косове ни на каком уровне[9].
- Косово не представлена в Бутане ни на каком уровне[10].

## Совместные международные организации
Страны вместе состоят в некоторых международных организациях, где они также могут взаимодействовать или иметь общую позицию по какому-либо вопросу.
| Название организации                                 | Дата присоединения Королевства Бутан | Дата присоединения Республики Косово |
| ---------------------------------------------------- | ------------------------------------ | ------------------------------------ |
| Всемирный банк                                       | 28 сентября 1981 года                | 29 июня 2009 года                    |
| Международный валютный фонд                          | 28 сентября 1981 года                | 29 июня 2009 года                    |
| Многостороннее агентство по инвестиционным гарантиям | 8 декабря 2014 года                  | 29 июня 2009 года                    |